# Бонен, Жан Франсуа Лизье
Жан Франсуа Лизье Бонен (фр. Jean François Lizier Bonin; 1774—1856) — французский военный деятель, полковник (1809 год), участник революционных и наполеоновских войн.

## Биография
Родился в семье адвоката Ги Бонена (фр. Guy Marie Bonin) и его супруги Сюзанны Серва (фр. Suzanne Servat).
17 июля 1806 года женился на Жанне Тарбуриш д’Ассиньян (фр. Jeanne Sophie Hélène Hortense Tarbouriech d'Assignan).
После службы в качестве капитана национальной гвардии, оплачиваемой департаментом Арьежа, на испанской границе с 23 апреля по 30 мая 1793 года, он был зачислен солдатом в 5-й батальон волонтёров Арьежа 18 июля 1793 года и был избран капитаном 4-й роты этого батальона 27 августа 1793 года. Он участвовал в кампании Армии Восточных Пиренеев с 1793 по 1795 год и был ранен выстрелом в левую руку во время разведки на высотах Манте 21 февраля 1795 года. 3 мая 1795 года произведён в командиры батальона и возглавил 5-й батальон. 29 августа 1795 года его батальон влился в состав 11-й временной полубригады, а 4 декабря 1796 года - в 27-ю полубригаду лёгкой пехоты. Служил в Итальянской армии, пока 14 июня 1798 года не был уволен по реформе как самый молодой в своём звании.
С 29 мая по 24 июля 1799 года командовал по приказу центрального управления Арьежа подвижными колоннами, поднятыми для поимки дезертиров и призывников. Затем руководил отрядом национальной гвардии, приданным к Южной армии и был ранен пулей в левое бедро в деле у Сен-Мартори 7 августа 1799 года. После этого отвечал за формирование вспомогательных батальонов Арьежа, и 22 августа 1799 года возглавил 2-й из них. 30 октября 1799 года возглавил 4-й батальон 20-й полубригады лёгкой пехоты, однако не присоединялся к этому подразделению и был зачислен в штаб Итальянской армии. 4 сентября 1801 года был назначен командующим вооружениями в Кони. Был допущен к увольнению 23 сентября 1804 года.
8 декабря 1806 года вернулся на службу в качестве адъютанта генерала Компана, который был начальником штаба 4-го армейского корпуса Великой Армии и принял участие в Польской кампании 1807 года. Был ранен в бою при Гейльсберге 10 июня 1807 года. 17 марта 1808 года получил от Императоры ренту в размере 500 франков.
Произведён в полковники штаба 2 февраля 1809 года и был назначен начальником штаба 1-й пехотной дивизии Леграна, которая входила в состав 4-го корпуса Армии Германии. Принимал участие в Австрийской кампании 1809 года и получил новое ранение в битве при Ваграме 6 июля 1809 года.
Начальник штаба 10-го военного округа в Тулузе 12 сентября 1809 года. 29 мая 1813 года переведён в состав Итальянской армии. 15 марта 1814 года попросил разрешение выйти в отставку по состоянию здоровья. 22 июля 1814 года вышел в отставку с пенсией в 2000 франков.
Умер в Сен-Лизье 29 мая 1856 года в два часа дня и был похоронен 31 мая на коммунальном кладбище.

## Воинские звания
- Солдат (18 июля 1793 года);
- Капитан (27 августа 1793 года);
- Командир батальона (3 мая 1795 года);
- Полковник штаба (2 февраля 1809 года).

## Награды
Легионер ордена Почётного легиона (5 мая 1809 года)